# 埃里温歌剧院
埃里温歌剧院，全称亚美尼亚亚历山大·斯潘迪亚里扬国家模范歌剧芭蕾舞剧院（亞美尼亞語： Aleksandr Spendiaryani anvan ōperayi yev baleti azgayin akademiakan t'atron），坐落在亚美尼亚首都埃里温的一个国家歌剧院，1933年1月20日正式开放，首场是亚历山大·斯潘迪亚里扬（又作斯片季阿罗夫）的歌剧《钻石》。该剧院由亚美尼亚建筑师亚历山大·塔马尼扬设计。它包括两个大厅：拥有1400座位的阿拉姆·哈恰图良音乐厅和拥有1200座位的亚历山大·斯潘迪亚里扬国家歌剧芭蕾舞剧院。

## 历史
在庆祝亚美尼亚苏维埃建立10周年庆祝活动期间的1930年11月28日，该歌剧院开始动工。1933年1月20日，正式建成开放。歌剧院建成后不久成立了一支芭蕾舞团，1935年出演的彼得·伊里奇·柴可夫斯基的《天鹅湖》是其首场芭蕾舞剧表演。
由塔马尼扬设计，他儿子监工的剧院大厅于1939年完工，并且以亚历山大·斯潘迪亚里扬的名字命名。在整个建筑的外形达到现在的样子的1953年，仍有部分大型建设工程没有完成。
埃里温歌剧院的开设推动了民族歌剧和芭蕾舞剧的创作。首场亚美尼亚芭蕾舞剧是阿拉姆·哈恰图良的《幸福》，作者不久后以该剧为基础创作了享誉全世界的《加雅涅》。
自1935年以来，阿尔缅·季格拉尼扬的亚美尼亚歌剧《阿努什》一直在埃里温歌剧院演出。它是亚美尼亚歌剧史上的重要一步。《阿努什》是至今仍是埃里温歌剧院的保留节目。
自开放以来，埃里温歌剧院已经出演了超过200部由亚美尼亚、俄罗斯和西欧的剧作家所创作的歌剧和芭蕾舞剧。剧团曾到俄罗斯、西班牙、黎巴嫩、美国、希腊、德国等20多个国家表演。1956年，该剧院获得“国家模范歌剧芭蕾舞剧院”地位。
该剧院还举办过查尔斯·阿森纳沃尔、伊恩·安德森、约翰·麦克劳克林和水族馆乐队等音乐家的音乐会。

## 图集

埃里温歌剧院
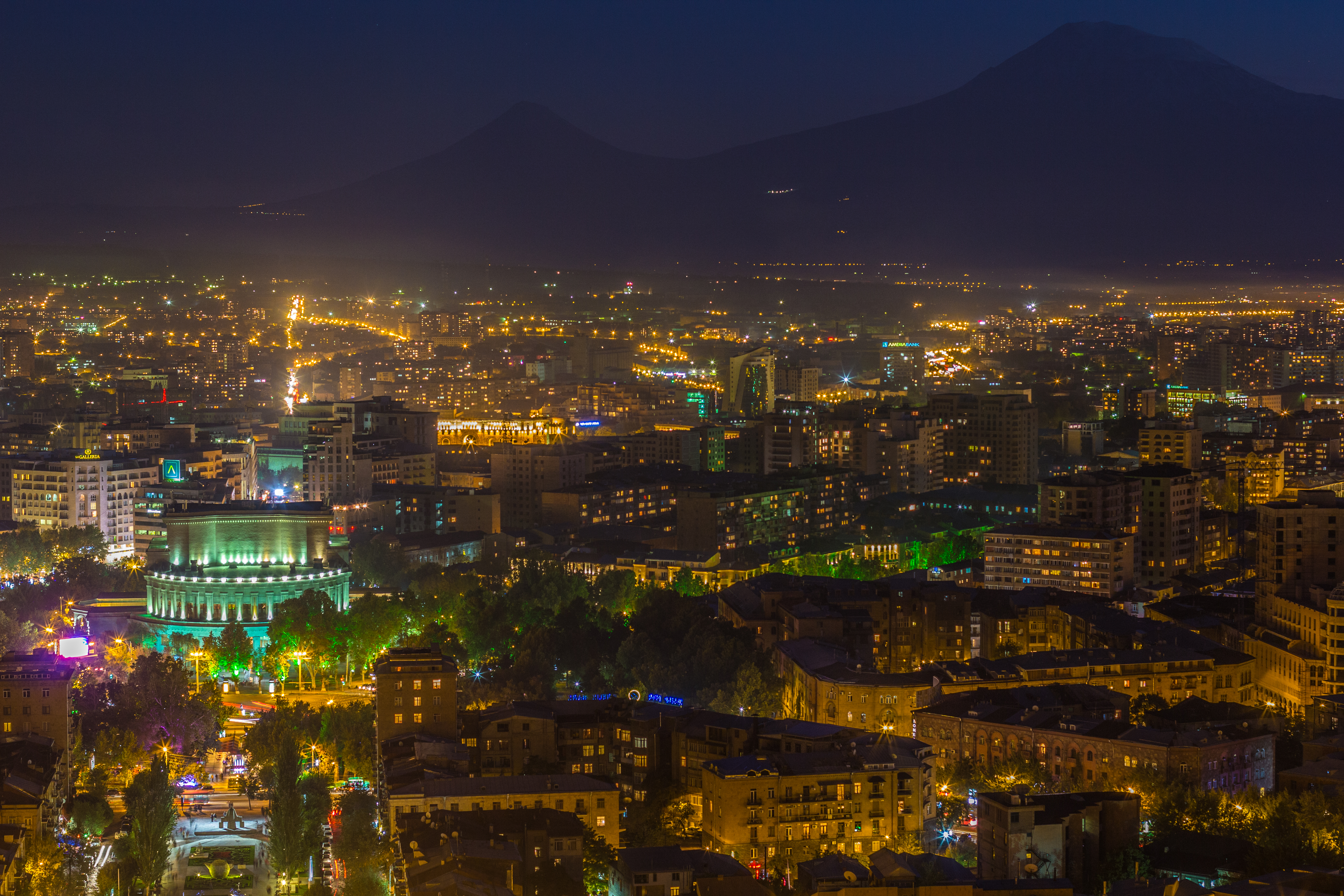
埃里温天际线上的歌剧院
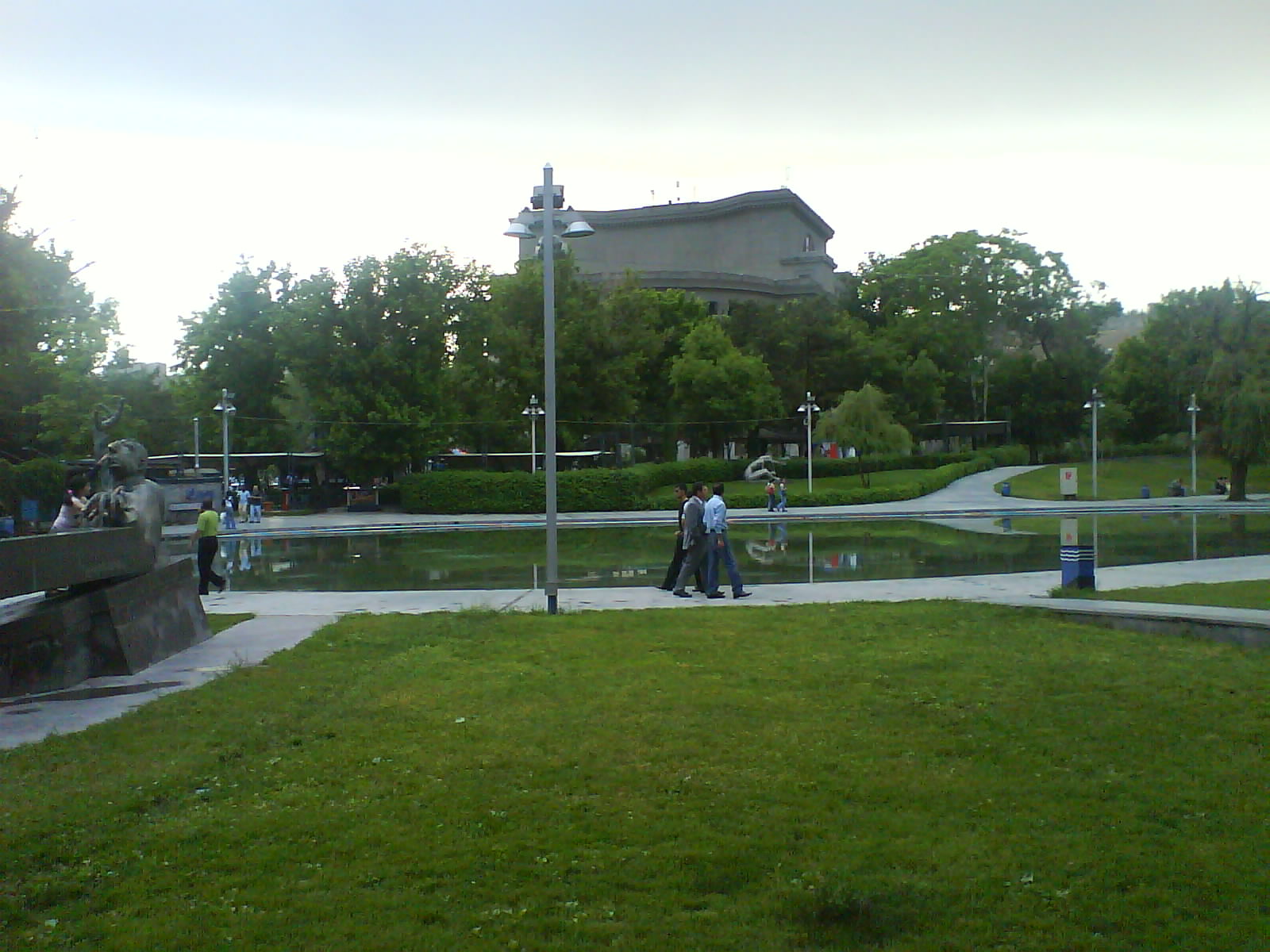
剧院公园
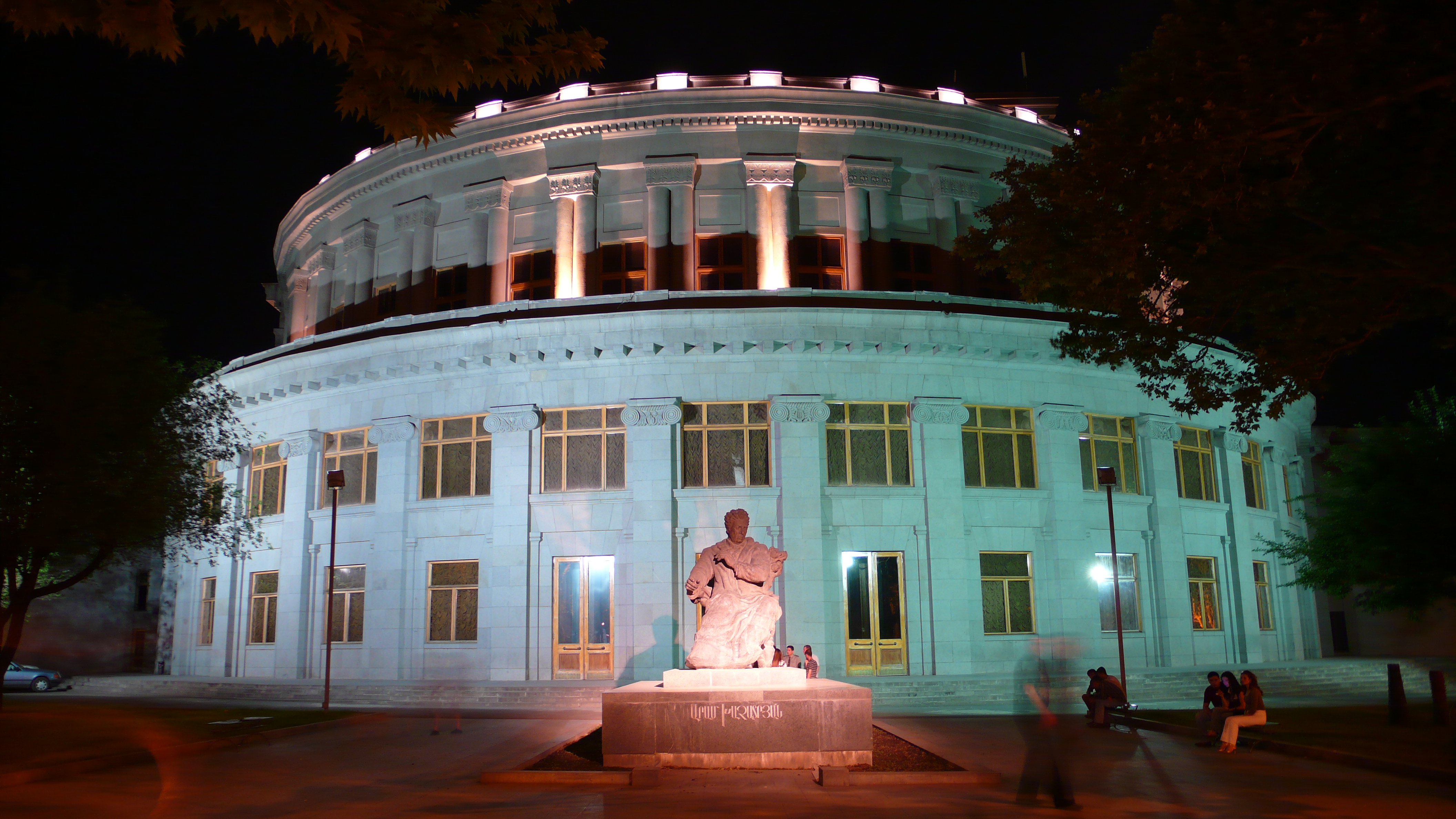
夜景
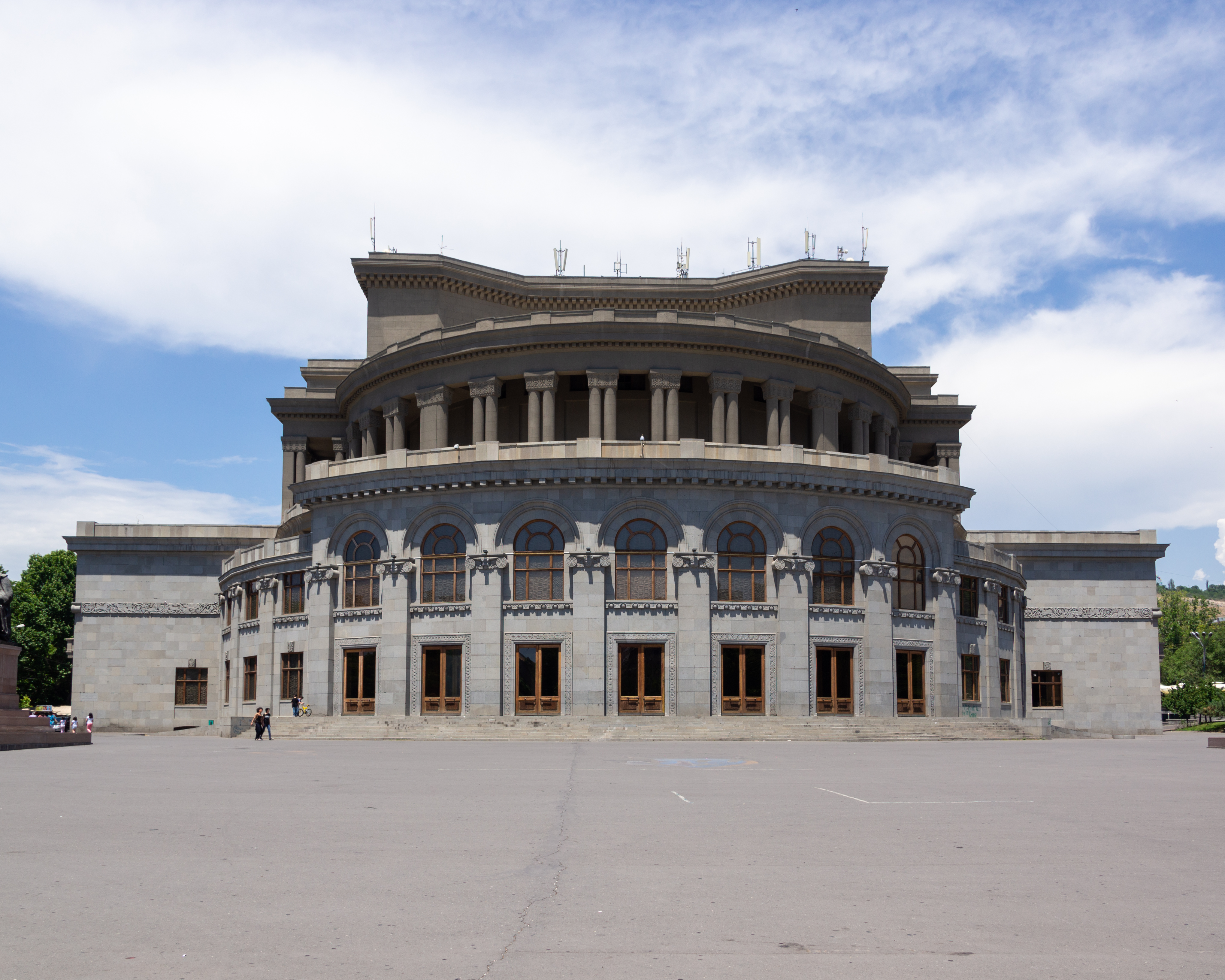
全貌